# Fino Mornasco
Fino Mornasco (Fin in dialetto comasco, AFI: /fiŋ/) è un comune italiano di 10 051 abitanti della provincia di Como in Lombardia.

## Origini del nome
Il termine Fino deriverebbe dal latino finis (confine, limite) e, secondo l'ipotesi più accreditata, sarebbe legato a un'indicazione territoriale, cosicché il luogo sarebbe stato un territorio al limite o al confine, probabilmente tra le terre soggiacenti alla giurisdizione di Como e quelle di competenza di Milano.
Il termine Mornasco venne invece aggiunto dopo l'unità d'Italia, quando il consiglio comunale del 23 novembre 1862, su proposta del consigliere Primavesi, deliberò la modifica del nome per distinguere il toponimo da Fino del Monte presso Bergamo. Mornasco deriva da Mornee che in dialetto comasco significa mugnaio. Il nome venne dato a causa della lunga tradizione di questo paese legati ai mulini ad acqua.

## Storia

### Preistoria ed età antica
Alcuni ritrovamenti archeologici avvenuti nella Valle Mulini attestano la presenza dell'uomo sul territorio già nella prima età del bronzo.
Nel territorio finese, sul finire dell'Ottocento è stata inoltre trovata una piccola necropoli d'incenerati risalente all'età del ferro.
Come attestato da una tomba romana ritrovata nel 1879 durante alcune operazioni di scavo nella frazione di Socco, il territorio finese ospitò un avamposto romano fortificato. Un'altra tomba romana fu scoperta nel terzo decennio del XX secolo. Inoltre, numerose monete di epoca imperiale sono state rinvenute durante i lavori di costruzione sia della ferrovia Saronno-Como (fine XIX secolo-inizio XX) sia della strada Fino-Cadorago (1923). Il tutto lascia intendere che il territorio finese avrebbe ospitato un vicus romano, localizzato lungo la strada che, già al tempo di Plinio il Vecchio, proveniva da Mediolanum, attraversava la valle del torrente Seveso e proseguiva verso Novum Comum, la sponda sinistra del lago di Como, e la Valtellina.

### Medioevo ed età moderna
Il rinvenimento di un'epigrafe funeraria del 535 certifica la presenza di cristiani all'interno nell'odierno territorio comunale già a partire dal VI secolo.
Con la dominazione longobarda, Fino fece parte del Contado del Seprio.
Sul finire del IX secolo è sicura la presenza di mulini nella valle del Seveso e di cascinali sulle alture in vista della pianura. La valle del torrente divenne il cuore di una contrada attestata attorno all'anno 1000.
Sotto Federico Barbarossa, il territorio finese fu in un primo momento inserito nel Contado della Martesana (quindi sotto la giurisdizione di Milano), mentre nel 1152 fu ceduto al vescovo di Como Ardizzone.
Nel XIV secolo sul territorio dell'attuale Fino Mornasco si trovavano numerosi comuni, tutti appartenenti alla pieve di Fino:
- il "comune loci de Fino", che già nel 1184 costituiva un ente autonomo dal punto di vista amministrativo;[9][8]
- il "comune loci de Andrate et de Murinasio";[10]
- i "comunia locorum de Socho et de Mondello".[11]

Le suddette località rimasero all'interno della pieve di Fino anche durante tutto il periodo del Ducato di Milano, fino alla fine del XVIII secolo.
Un diploma di Carlo VI datato 8 ottobre 1721 concesse alla famiglia degli Odescalchi l'infeudazione della terra di Fino con Bricoletta, Fiorenzola e Molino Rionca. La famiglia esercitò i propri diritti feudali sulla terra finese fin oltre la seconda metà del XVIII secolo.
Da un punto di vista economico, nel XVIII secolo gli abitanti del territorio lavoravano prevalentemente al servizio dei proprietari terrieri costituiti dalle famiglie Odescalchi, Lambertenghi, Raimondi, Aliverti e Cattaneo, così come dalle monache Cappuccine di Como, dal Pontificio Collegio Gallio, e dai Canonici della Prepositurale. Nello stesso periodo, un impulso alle attività commerciali fu promosso dalle riforme introdotte da parte degli austriaci, dal 1714 amministratori del Ducato di Milano. Lentamente, si passò dunque da una società prettamente agricola a un'economia con una diversificazione del lavoro, con una buona fetta di addetti al comparto tessile (seta e lana in particolare) e commerciale.
Nel 1751 il comune di Mornasco risulta già essersi redento dall'infeudazione e, per questo, soggetto a un pagamento quindicennale. Nello stesso anno, il territorio mornaschese comprendeva i cassinaggi di "Due molini di Pacea", "Cassina Costa", "Molini della Costa", "Maghetto e Buratto", "Cassina d’Andrate", "Molino detto il Capelletto", "Dei tre molini", "Cassina dei tre Molini", "Molino dei tre Molini" e "Molino grande".
Le riforme amministrative del Ducato di Milano degli anni 1756-1757 sancirono l'annessione, nel comune di Fino, dei comuni di Mornasco e Socco e dei comunetti di Bricoletta, Fiorenzola e Molino Rionca.

### Età contemporanea
Sotto il Regno d'Italia napoleonico, nel 1808 il completamento di una nuova strada tra il centro di Como e la zona della Ca' Merlata migliorò i collegamenti tra il capoluogo lariano e Milano attraverso il territorio finese. Nel 1812, un decreto di riorganizzazione amministrativa del determinò un allargamento del territorio di Fino al soppresso comune di Cassina Rizzardi, che un precedente decreto del 1807 aveva annesso a quello di Cadorago. L'accorpamento di Cassina Rizzardi fu tuttavia abrogato con la Restaurazione.
II 24 gennaio 1860 la chiesetta del parco di Villa Raimondi ospitò le nozze tra Garibaldi e Giuseppina Raimondi, figlia del proprietario della dimora. Il matrimonio fallì nel giro di un’ora, con l'abbandono del pranzo nuziale da parte dello sposo in seguito alla scoperta dell'esistenza di un amante della moglie.
In seguito all'unità d'Italia, nel 1863 il comune cambiò denominazione nell'attuale "Fino Mornasco" (R.D. 8 febbraio 1863, n. 1192).
Durante il XIX secolo a Fino Mornasco si sviluppò una famosa bottega di artigiani attivi nell'arte del cesello, specializzata in particolare nella lavorazione dell’arredo sacro e nella coniatura di medaglie e distintivi.
Il passaggio dall'Ottocento al Novecento è caratterizzato da un netto miglioramento dei collegamenti con Como e Milano, raggiungibili dalla stazione in centro a Fino attraverso i treni a vapore della linea Saronno-Como, gestita dalla società Anonima Tramway. I due capoluoghi lombardi iniziarono inoltre a essere raggiungibili anche dalla Valle Mulini, con la stazione della vicina Cucciago delle Ferrovie dello Stato. In questo periodo si assistette alla nascita delle prime cooperative edilizie e di consumo, così come delle società di mutuo soccorso.  Si affermarono inoltre le prime industrie stabili nel campo tessile, che tra il 1910 e il 1914 furono interessate dai primi fenomeni di sciopero per la rivendicazione di una regolamentazione lavorativa da parte dei tessitori.

### Simboli
Lo stemma comunale è stato concesso con regio decreto del 10 agosto 1928.
Il gonfalone in uso è un drappo di azzurro.

## Monumenti e luoghi d'interesse

### Architetture religiose

#### Parrocchiale di Santo Stefano
La chiesa parrocchiale di Santo Stefano, fu costruita come nuova chiesa prepositurale a fino a partire dal 1934 e deve il suo aspetto attuale ad alcuni interventi conclusi nel 1956.
A più riprese, la parrocchiale fu pressoché totalmente riedificata sul luogo di una precedente chiesa, risalente con buona probabilità a un periodo precedente all'XI secolo. La chiesa, che nel 1295 costituiva la sede della pieve di Fino, nel 1592 risultava essere una basilica a tre navate. I rimaneggiamenti avvennero nel 1782, nel 1893, nel 1934 e nel 1956. In mezzo, la consacrazione per mano del vescovo Carlo Romanò.
Del precedente edificio rimane oggi solo un affresco databile tra il tardo Quattrocento e il primo Cinquecento. Barocchi sono invece gli stalli ligneo del coro, l'altare maggiore in marmo e due confessionali. L'altare di San Giuseppe (1832) ospita opere scultoree di Pompeo Marchesi.

#### Altro
- A Socco si trova la chiesa di Santa Maria Immacolata, con funzioni di parrocchiale, attestata nel XVIII secolo.[20] Originariamente edificata nel XVI secolo, nel 1750 fu soggetta a una profonda ristrutturazione.[8]
- La chiesa Cristiana Evangelica di Socco.
- La chiesa di San Bartolomeo di Andrate.

### Architetture civili

#### Villa comunale di Fino
La Villa comunale di Fino Mornasco (ex villa Mambretti) nasce sulla villa dell'industriale Francesco Mambretti che aveva riunito diverse proprietà e terreni per avere una dimora sontuosa.

#### Villa Odescalchi-Raimondi
La sommità di una collinetta ospita l'antica villa Odescalchi, nel corso dei secoli divenuta poi Raimondi e infine Tagliaferri.
La villa, risalente al XVII secolo, appartenne alla nota famiglia comasca degli Odescalchi. Dopo esser passata ai Raimondi unitamente a tutte le altre proprietà degli Odescalchi (metà del Settecento), Simone Cantoni ne curò un restauro in stile neoclassico tra il 1802 e il 1810. Rilevata dalla famiglia Isacco verso la fine del XIX secolo, nel corso del Novecento la villa passò a Leone Tagliaferri e ai suoi familiari.
La villa è compresa in un parco romantico che include una torre merlata di origine medievale e una chiesetta in cui si celebrò il matrimonio fra Giuseppe Garibaldi e Giuseppina Raimondi. Fino alla fine del XIX secolo, il parco comprendeva anche i ruderi di una fortificazione.
All'interno della villa, sale in stile barocco e uno studio dedicato a papa Odescalchi.

#### Altro
- Cascina Pazzea (XV secolo)[28]
- Villa Bolchesi[5]
- Villa Cicogna
- Casa natale di Giovanni Battista Scalabrini, all'incrocio che la strada a egli dedicata forma con via Garibaldi[29]
- La Torretta

## Società

### Evoluzione demografica

#### Demografia pre-unitaria
- 1751: 455 abitanti a Fino,[9] 200 ad Andrate e Mornasco[10] e 185 a Socco[11]
- 1799: 890 abitanti[30]
- 1805: 2 038 abitanti[30]
- 1853: 1 655 abitanti[31]

#### Demografia post-unitaria
Abitanti censiti

### Etnie e minoranze straniere
Secondo le statistiche ISTAT al 1º gennaio 2017 la popolazione straniera residente nel comune era di 819 persone, pari all'8% della popolazione. Le nazionalità maggiormente rappresentate in base alla loro percentuale sul totale della popolazione residente erano:
- Romania 162
- Turchia 83
- Marocco 68
- Ghana 56
- Ucraina 51
- Albania 41
- Cina 30
- Sri Lanka 27
- Moldavia 22
- Nigeria 20
- Israele 1

## Geografia antropica

### Andrate-Molinetto
La Valle Mulini è attraversata dal fiume Seveso e come si può intuire dal nome vi erano numerosi mulini. L'etimologia stessa del nome Andrate sembra essere riconducibile, sia nella radice "andr" sia nel suffisso "-ate", alla ricchezza d'acqua del luogo. Il 10 giugno 2018 è stata inaugurata nella frazione la nuova chiesa dedicata a Bartolomeo apostolo, edificata per iniziativa di una comunità calabrese, originaria di Giffone, stanziata in paese da qualche decennio; ad Andrate è anche conservata, dal 1999, una reliquia del santo.
Villette-Gervasio
Nella località di Villette-Gervasio, spartita tra Fino Mornasco e Cassina Rizzardi, c'è una piccola presenza del Lura, un torrente lombardo.
Territorio
Morfologicamente parlando il territorio finese è per la maggior parte collinare, l'altitudine media de facto è tra i 250 m e i 350 m. In passato (soprattutto la zona di Socco), era paludosa e umida. Ci sono vari piccoli avvallamenti nella zona della Valle Mulini.

## Economia
Sul territorio di Fino Mornasco si trovano da tempo numerose aziende operanti nel settore tessile, metalmeccanico e chimico, così come in quello della lavorazione della gomma e della pelle.
Fino Mornasco ospita inoltre un'azienda florovivaistica di fama internazionale.

### Artigianato
Nel settore dell'artigianato è diffusa e pregiata la lavorazione dell'argento, finalizzata alla produzione di oggetti in stile tradizionale.

## Infrastrutture e trasporti
La stazione di Fino Mornasco è posta sulla ferrovia Saronno-Como, attivata nel 1878 come trasformazione della preesistente tranvia Como-Fino-Saronno; tale impianto è servito da treni regionali svolti da Trenord nell'ambito del contratto di servizio stipulato con la Regione Lombardia. Al confine con il comune di Cucciago si trova la Stazione di Cucciago, sulla Ferrovia Milano-Chiasso, servita da treni suburbani della linea S11 del Servizio ferroviario suburbano di Milano. La stazione è stata oggetto di disputa tra i due comuni perché posta esattamente sul confine. Il Comune è inoltre servito da tre linee di bus, gestite da ASF Autolinee, C60 (Como - Bregnano), C62 (Como - Mozzate) e C85 (Fino Mornasco - Cantù).

## Amministrazione
| Periodo        | Periodo       | Primo cittadino    | Partito                        | Carica  | Note   |
| -------------- | ------------- | ------------------ | ------------------------------ | ------- | ------ |
| 27 maggio 2019 | 9 giugno 2024 | Roberto Fornasiero | lista civica Progetto per Fino | Sindaco | [ 39 ] |
| 9 giugno 2024  | in carica     | Roberto Fornasiero | lista civica Progetto per Fino | Sindaco | [ 39 ] |

## Sport
- GS Junior Fino 1953
- SCS Socco Torretta
- US Valle Molini
- Polisportiva Andratese

### Esplicative
1. ↑  Per il dialetto comasco, si utilizza l'ortografia ticinese, introdotta a partire dal 1969 dall'associazione culturale Famiglia Comasca nei vocabolari, nei documenti e nella produzione letteraria.

### Bibliografiche
1. 1 2   Bilancio demografico mensile anno 2025 (dati provvisori), su demo.istat.it, ISTAT.
2. ↑   Classificazione sismica (XLS), su rischi.protezionecivile.gov.it.
3. ↑   Tabella dei gradi/giorno dei Comuni italiani raggruppati per Regione e Provincia (PDF), in Legge 26 agosto 1993, n. 412, allegato A, Agenzia nazionale per le nuove tecnologie, l'energia e lo sviluppo economico sostenibile, 1º marzo 2011,  p. 151. URL consultato il 25 aprile 2012 (archiviato dall'url originale il 1º gennaio 2017).
4. ↑   AA. VV., Dizionario di toponomastica. Storia e significato dei nomi geografici italiani., Milano, Garzanti, 1996,  p. 274, ISBN 88-11-30500-4.
5. 1 2 3 4 5 6 7 8 9 10 11 12 13 14 15 16 17 18 19 20 21 22 23 24 25 26 27 28 29   Comune di Fino Mornasco, su comune.finomornasco.co.it. URL consultato il 4 maggio 2020 (archiviato dall'url originale il 30 marzo 2023).
6. 1 2 3 4  AA.VV., Una chiesa tra lago e montagne, p. 75.
7. ↑   Francesco Cherubini, Vocabulario milanese-italiano, Volumi 3-4, Milano, Imp. regia stamperia,  p. 142.
8. 1 2 3 4 5 6 7 8 9 10 11  Borghese, pp. 223-224.
9. 1 2 3 4 5   Comune di Fino, sec. XIV - 1757 – Istituzioni storiche – Lombardia Beni Culturali, su lombardiabeniculturali.it. URL consultato il 4 maggio 2020.
10. 1 2 3 4 5   Comune di Mornasco, sec. XIV - 1757 – Istituzioni storiche – Lombardia Beni Culturali, su lombardiabeniculturali.it. URL consultato il 4 maggio 2020.
11. 1 2   Comune di Socco, sec. XIV - 1757 – Istituzioni storiche – Lombardia Beni Culturali, su lombardiabeniculturali.it. URL consultato il 4 maggio 2020.
12. 1 2 3 4 5 6 7  Langè, p. 274.
13. ↑   Comune di Fiorenzola, sec. XIV - 1757 – Istituzioni storiche – Lombardia Beni Culturali, su lombardiabeniculturali.it. URL consultato il 4 maggio 2020.
14. ↑   Comune di Cassina Rizzardi, 1798 - 1809 – Istituzioni storiche – Lombardia Beni Culturali, su lombardiabeniculturali.it. URL consultato il 30 aprile 2020.
15. ↑   Comune di Cassina Rizzardi, 1816 - 1859 – Istituzioni storiche – Lombardia Beni Culturali, su lombardiabeniculturali.it. URL consultato il 30 aprile 2020.
16. ↑   Comune di Fino Mornasco, 1859 - [1971] – Istituzioni storiche – Lombardia Beni Culturali, su lombardiabeniculturali.it. URL consultato il 4 maggio 2020.
17. ↑   Fino Mornasco, decreto 1928-08-10 RD, concessione di stemma, su Archivio Centrale dello Stato. URL consultato il 30 ottobre 2022 (archiviato dall'url originale il 31 ottobre 2022).
18. ↑   Chiesa di S. Stefano - complesso, Piazza Odescalchi - Fino Mornasco (CO) – Architetture – Lombardia Beni Culturali, su lombardiabeniculturali.it. URL consultato il 3 maggio 2020.
19. 1 2 3 4 5  AA.VV., Una chiesa tra lago e montagne, p. 76.
20. ↑   Chiesa di S. Maria Immacolata - complesso, Via Don Angelo Sassi, 19 - Fino Mornasco (CO) – Architetture – Lombardia Beni Culturali, su lombardiabeniculturali.it. URL consultato il 3 maggio 2020.
21. ↑   Villa Mambretti - complesso, Via Garibaldi, 68 - Fino Mornasco (CO) – Architetture – Lombardia Beni Culturali, su lombardiabeniculturali.it. URL consultato il 3 maggio 2020.
22. ↑  Mancini, p. 54
23. ↑  TCI, Guida d'Italia [...], p. 288.
24. ↑   Villa Raimondi, Via Vittorio Veneto, 1(P) - Fino Mornasco (CO) – Architetture – Lombardia Beni Culturali, su lombardiabeniculturali.it. URL consultato il 3 maggio 2020.
25. 1 2   Fino: riapre la villa in cui si sposò Garibaldi, su laprovinciadicomo.it. URL consultato il 3 maggio 2020.
26. 1 2  Langè, p. 275.
27. ↑  Langè, pp. 274-275.
28. ↑   Cascina Pazzea - complesso, Via Pazzea, 1 - Fino Mornasco (CO) – Architetture – Lombardia Beni Culturali, su lombardiabeniculturali.it. URL consultato il 3 maggio 2020.
29. ↑   Comune di Fino Mornasco, su www.comune.finomornasco.co.it. URL consultato il 21 settembre 2022.
30. 1 2   Comune di Fino, 1798 - 1815 – Istituzioni storiche – Lombardia Beni Culturali, su lombardiabeniculturali.it. URL consultato il 4 maggio 2020.
31. ↑   Comune di Fino, 1816 - 1859 – Istituzioni storiche – Lombardia Beni Culturali, su lombardiabeniculturali.it. URL consultato il 4 maggio 2020.
32. ↑  Dati tratti da:
  -  Popolazione residente dei comuni. Censimenti dal 1861 al 1991 (PDF), su ebiblio.istat.it, ISTAT.
  -  Popolazione residente per territorio - serie storica, su esploradati.censimentopopolazione.istat.it.
Nota bene: il dato del 2021 si riferisce al dato del censimento permanente al 31 dicembre di quell'anno.
33. 1 2  Popolazione straniera residente per età e sesso al 31 dicembre 2016.
34. ↑   Giovanni Reccia, Atella/Aderl. Confronti etimologici e riscontri geocartografici, Istituto di studi atellani, 2014,  pp. 14-15, 29, 57.
35. ↑   Fino Mornasco, la comunità calabrese si regala una chiesa, in Il Giorno, 28 agosto 2017.
36. ↑   Antonio Accordino, L'isola della rana.
37. ↑   Atlante cartografico dell'artigianato, vol. 1, Roma, A.C.I., 1985,  p. 14.
38. ↑  Giovanni Cornolò, Cento anni di storia... delle Ferrovie Nord Milano, Globo edizioni, Trento, 1979.
39. 1 2   Anagrafe degli amministratori locali e regionali, su amministratori.interno.gov.it. URL consultato il 13 maggio 2023.